# Patrick Wayne
Patrick Wayne, właśc. Patrick John Morrison (ur. 15 lipca 1939 w Los Angeles) – amerykański aktor telewizyjny i filmowy, syn aktora Johna Wayne’a.

## Filmografia

### Filmy fabularne
- 1950: Rio Grande jako chłopak
- 1952: Spokojny człowiek (The Quiet Man) jako chłopiec na wagonie na wyśgiach konnych
- 1953: The Sun Shines Bright jako kadet
- 1955: Pan Roberts (Mister ) jako Bookser
- 1955: The Long Gray Line jako Abner 'Cherub' Overton
- 1956: Zdobywca (The Conqueror)
- 1956: Poszukiwacze (The Searchers) jako porucznik Greenhill
- 1960: Alamo (The Alamo) jako kpt. James Butler Bonham
- 1961: W kraju Komanczów (The Comancheros) jako Tobe
- 1963: McLintock! jako Devlin Warren
- 1963: Rafa Donovana (Donovan's Reef) jako australijski porucznik floty wojennej
- 1964: Jesień Czejenów (Cheyenne Autumn) jako porucznik Scott
- 1968: Zielone berety (The Green Berets) jako porucznik Jamison
- 1971: Dezerter (The Deserter) jako kpt. Bill Robinson
- 1971: Karabin Gatlinga (The Gatling Gun/King Gun) jako Jim Boland
- 1971: Wielki Jake (Big Jake) jako James McCandles
- 1973: W stronę Atlantydy (Beyond Atlantis) jako Vic Mathias
- 1974: Niedźwiedzie i ja (The Bears and I) jako Bob Leslie
- 1977: Sindbad i oko tygrysa (Sinbad and the Eye of the Tiger ) jako Sinbad
- 1985: Ballada o koniokradzie (Rustlers' Rhapsody) jako Bob Barber
- 1988: Młode strzelby (Young Guns) jako Patrick Floyd „Pat” Garrett
- 1989: Stopień ryzyka (Chill Factor) jako Jerry Rivers
- 1989: Jej alibi (Her Alibi) jako Gary Blackwood
- 1989: Deep Cover jako Ray

### Seriale TV
- 1966–67: Hazardziści (The Rounders) jako 'Howdy' Lewis
- 1974: McCloud jako zastępca Morris Knowles
- 1974: Sierżant Anderson jako Kevin Duffy
- 1974: Marcus Welby, lekarz medycyny (Marcus Welby, M.D.) jako sierżant Buchanan
- 1979: Statek miłości jako Matt Benton
- 1979–80: Shirley jako Lew Armitage
- 1981: Fantastyczna wyspa (Fantasy Island) jako John Apensdale
- 1981: Statek miłości jako Jack Clayton
- 1981: Aniołki Charliego jako Steve Walters
- 1982: Fantastyczna wyspa (Fantasy Island) jako major Wood
- 1983: Statek miłości jako Tom Joseph
- 1983: Fantastyczna wyspa (Fantasy Island) jako Francois
- 1984: Statek miłości jako Mike Morel / Jeff Peterson
- 1984: Matt Houston jako Jack Wolcott
- 1986: Statek miłości jako Jim Stanton
- 1987: Sledge Hammer! jako Myles
- 1987: Niebezpieczna zatoka (Danger Bay) jako pan Cormier
- 1987: Napisała: Morderstwo jako Randy Witworth
- 1988: MacGyver jako Jeff Stone
- 1988: Nie z tego świata jako Robby Jamison
- 1989: Nowa seria Alfred Hitchcock przedstawia jako Michael Roberts
- 1990: Wszystkie moje dzieci (All My Children) jako kpt. Nils Lindstrom
- 1995: Legendy Kung Fu (Kung Fu: The Legend Continues) jako Garrison
- 1997: Jedwabne pończoszki (Silk Stalkings) jako Harmon Lange